# بيرسي ريتشاردسون
بيرسي ريتشاردسون (2 أبريل 1891 في المملكة المتحدة - 23 مارس 1964 في المملكة المتحدة) (بالإنجليزية: Percy Richardson)‏ هو لاعب كريكت بريطاني (وحمل سابقاً جنسية المملكة المتحدة لبريطانيا العظمى وأيرلندا). لعب مع نادي مقاطعة ساسكس للكريكت ‏ ونادي جامعة كامبريدج للكريكيت ‏.

## وصلات خارجية
- بيرسي ريتشاردسون على موقع إي آس بي آن كريك إنفو (الإنجليزية)